# TwinVQ
 (juin 2025).
Si vous disposez d'ouvrages ou d'articles de référence ou si vous connaissez des sites web de qualité traitant du thème abordé ici, merci de compléter l'article en donnant les références utiles à sa vérifiabilité et en les liant à la section « Notes et références ».
Le TwinVQ est un format de compression audio développé en 1994 par NTT Cyber Space Laboratories et Yamaha pour répondre au mp3 alors peu connu mais dont l'expansion rapide laissait entrevoir le succès. L'extension des fichiers associés est .vqf.
De l'avis de ceux qui ont pu travailler avec ce format, il serait de qualité supérieure au mp3 pour un encombrement moindre.[réf. souhaitée] Un temps d'encodage parfois 10 fois plus important que son rival et un système de licence encore plus restrictif que le déjà propriétaire mp3 n'ont laissé aucune chance à ce format contraint de laisser sa place de challenger du mp3 à d'autres formats plus compétitifs ou ouverts.
Le site officiel est désormais fermé, on peut simplement noter quelques sursauts nostalgiques de la part de la micro-communauté TwinVQ.[réf. souhaitée]
Ce format a été intégré dans la norme ISO MPEG-4 Audio (MPEG-4 Part 3) pour les ultra bas débits aux environs des 8 kbit/s.